# Quintus Fabius Secundus
Quintus Fabius Secundus war ein antiker römischer Toreut (Metallbildner), wahrscheinlich im zweiten Drittel des 1. Jahrhunderts in Kampanien tätig.
Quintus Fabius Secundus ist heute nur noch aufgrund von vier Signaturstempeln auf Kasserollen aus Bronze bekannt. Drei wurden in Pompeji, eine auf dem Magdalensberg in Österreich gefunden. Die Mehrzahl der Stücke wurde somit in relativer Nähe des wahrscheinlichen Produktionsortes gefunden. Ob das vierte Stück beispielsweise durch Handel, Reisetätigkeit oder als Bestandteil der Ausrüstung von Soldaten dorthin kam, muss unklar bleiben. Mit Quintus Fabius Dioc(…) und Spurius Fabius Nymphodotus sind zwei weitere Fabier als Toreuten belegt, wobei zumindest Ersterer wahrscheinlich auch in Kampanien produzierte. Bei den Stücken handelt es sich um:
1. Bronzekasserolle, gefunden in Pompeji, heute im Deposito Archeologico Pompei.[1]
2. Bronzekasserolle, gefunden in Pompeji, heute im Deposito Archeologico Pompei.[2]
3. Bronzekasserolle, gefunden in Pompeji, heute im Deposito Archeologico Pompei.[3]
4. Bronzekasserolle, gefunden auf dem Magdalensberg, heute im Repräsentationshaus am Magdalensberg.[4]

## Einzelbelege
1. ↑  Inventarnummer 1869; Richard Petrovszky: Studien zu römischen Bronzegefäßen mit Meisterstempeln. Leidorf, Buch am Erlbach 1993, S. 260, Nr. F.03.01.
2. ↑  Inventarnummer 18710; Richard Petrovszky: Studien zu römischen Bronzegefäßen mit Meisterstempeln. Leidorf, Buch am Erlbach 1993, S. 260, Nr. F.03.02.
3. ↑  Inventarnummer 4956; Richard Petrovszky: Studien zu römischen Bronzegefäßen mit Meisterstempeln. Leidorf, Buch am Erlbach 1993, S. 260, Nr. F.03.03.
4. ↑  Inventarnummer ?; Richard Petrovszky: Studien zu römischen Bronzegefäßen mit Meisterstempeln. Leidorf, Buch am Erlbach 1993, S. 260, Nr. F.03.04.

| Personendaten    | Personendaten                              |
| ---------------- | ------------------------------------------ |
| NAME             | Fabius Secundus, Quintus                   |
| ALTERNATIVNAMEN  | Secundus, Quintus Fabius                   |
| KURZBESCHREIBUNG | antiker römischer Toreut                   |
| GEBURTSDATUM     | 1. Jahrhundert v. Chr. oder 1. Jahrhundert |
| STERBEDATUM      | 1. Jahrhundert oder 2. Jahrhundert         |